# Eherecht
Das Eherecht ist das Teilgebiet des Familienrechts der Rechtsnormen, die sich auf Inhalt, Abschluss und Auflösung der Ehe sowie das Verhältnis der Ehegatten zueinander beziehen.
Das Rechtsgebiet umfasst Klärung der ehelichen Rechte und Pflichten, Ehetrennung, Ehescheidung  (Scheidungsrecht), verschiedene Formen der Ungültigkeit der Ehe (Aufhebung, Nichtigkeit), wie auch die Namensregelung bei Eheschließung und ehelichen Kindern (eheliches Namensrecht), das Ehegüterrecht, und die national unterschiedlichen Formen von gleichgeschlechtlichen Ehen und anderen eingetragenen Partnerschaften, im Verhältnis zu anderen Lebensgemeinschaften.
Spezifische Regelungen:
- Zivilehe:
  - Eherecht (Deutschland)
    - Deutsches Eherecht im Zweiten Weltkrieg

  - Ehegesetz (Österreich)
  - Eherecht (Schweiz)

- Eherecht der katholischen Kirche

- andere Religionen:
  - Ehe im Hinduismus
  - Islamische Ehe
  - Ehe und Scheidung in Japan